# Rollieren (Fertigungsverfahren)
Rollieren ist eine Form der Oberflächenvergütung rotationssymmetrischer Werkstücke durch feines Spanen, in der Wirkungsweise dem Feilen verwandt. Es verbessert die Festigkeit und Oberflächengüte. In der Uhrmacherei wird zum Rollieren der Zapfenrollierstuhl verwendet. Das Verfahren kann auch in Bohrungen angewendet werden.
Beim Handrollieren werden leistenförmige Werkzeuge verwendet, sonst Rollierscheiben, die schneller als das Werkstück rotieren. Sie bestehen aus Werkzeugstahl oder Hartmetall, das durch Schleifen aufgeraut ist, oder aus Keramik. Die Rautiefe der Werkzeuge beträgt 6 bis 15 µm, der Materialabtrag 10 bis 35 µm und die erreichte Rautiefe 1 bis 3,5 µm.
Der Begriff Rollieren ist mehrdeutig und wird auch synonym mit Glattwalzen verwendet.